# Shuangyashan
Shuangyashan (cinese: 双鸭山; pinyin: Shuāngyāshān) è una città-prefettura della Cina nella provincia dell'Heilongjiang.

## Suddivisioni amministrative
- Distretto di Jianshan
- Distretto di Lingdong
- Distretto di Sifangtai
- Distretto di Baoshan
- Contea di Jixian
- Contea di Youyi
- Contea di Baoqing
- Contea di Raohe